# 675-й лёгкий бомбардировочный авиационный полк
675-й лёгкий бомбардировочный авиационный полк  — воинское подразделение вооружённых СССР в Великой Отечественной войне.

## История
Полк формировался с ноября 1941 года в Абакане и Черногорске, на базе курсантов Высшей авиационной школы пилотов первоначального обучения, эвакуированной из Киева. Был вооружён самолётами Р-5 и И-15 бис
В составе действующей армии с 28 декабря 1941 по 21 февраля 1942 года
В конце декабря 1941 года поступил в 4-ю смешанную авиационную дивизию Северо-Западного фронта, действовал в районе озера Селигер. По некоторым данным полк оказался совершенно не подготовлен к боевым действиям, лётный состав был не обучен и выполнять боевые задания могли лишь семь экипажей полка.
21 февраля 1942 года расформирован приблизительно в одни и те же дни вместе с дивизией

## Полное наименование
- 675-й лёгкий бомбардировочный авиационный полк

## Подчинение
| Дата            | Фронт (округ)                 | Армия             | Корпус | Дивизия                           | Примечания |
| --------------- | ----------------------------- | ----------------- | ------ | --------------------------------- | ---------- |
| 01.12.1941 года | Среднеазиатский военный округ | -                 | -      | -                                 | -          |
| 01.01.1942 года | Северо-Западный фронт         | -                 | -      | 4-я смешанная авиационная дивизия | -          |
| 01.02.1942 года | Калининский фронт             | 4-я ударная армия | -      | 4-я смешанная авиационная дивизия | -          |